# باني ماير
باني ماير (بالإنجليزية: Bunny Meyer)‏ هي يوتيوبية أمريكية، ولدت في 3 أغسطس 1985 في هيوستن في الولايات المتحدة.

## وصلات خارجية
- الموقع الرسمي